# La Frette-sur-Seine
La Frette-sur-Seine är en kommun i departementet Val-d'Oise i regionen Île-de-France i norra Frankrike. Kommunen ligger i kantonen Herblay som tillhör arrondissementet Argenteuil. År 2022 hade La Frette-sur-Seine 4 587 invånare.

## Befolkningsutveckling
Antalet invånare i kommunen La Frette-sur-Seine
| Referens: INSEE |